# Хант, Дэвид
 Дэвид Джон Хант (англ. David John Hunt; род. 10 сентября 1982, Далуич) — английский футболист, игравший на позиции защитника и полузащитника. Известен по выступлениям за «Кроли Таун». Стал участником исторического кубкового матча с «Манчестер Юнайтед». «Кроли Таун» стал лишь шестым, на тот момент, клубом с 1945 года, играющим, вне лиги и достигшим 1/8 финала кубка Англии.

## Карьера
Хант родился в Лондоне, и начал тренироваться в «Кристал Пэлас», но сыграл лишь несколько игр, после того, как стал профессионалом. Он перешел в «Лейтон Ориент» в 2003 году, сыграв 74 раза во всех соревнованиях в течение двух сезонов. Затем он перебрался в «Нортгемптон Таун», где он был ключевым игроком в успешном переходном сезоне клуба 2005/06, причем его длинный выступление был выдающимся оружием в тактическом арсенале команды в этом году.
Хант подписал контракт с «Шрусбери Таун» 15 мая 2007 года сроком на два года, после отклонения предложения о продлении контракта с «Нортгемптоном». В январе 2009 года он заключил соглашение с Полом Симпсоном, боссом «Шрусбери», на оставшуюся часть своего контракта, но, вскоре, покинул клуб, поскольку его семья не смогла поселиться в этом районе. Его пребывание в клубе было омрачено травмами, что привело что Хант сыграл лишь несколько матчей за полтора сезона, которые он провел в клубе.